# Entorrhizomycota
Entorrhizomycota R. Bauer, Garnica, Oberw., Riess, Weiß & Begerow – typ grzybów, w obecnej klasyfikacji już nieistniejący.

## Systematyka
Według aktualizowanej klasyfikacji CABI databases bazującej na Dictionary of the Fungi jest to takson monotypowy, do którego należą tylko jeden rodzaj:
- klasa Entorrhizomycetes Begerow, M. Stoll & R. Bauer 2007
  - podklasa Entorrhizomycetidae R. Bauer, Oberw. & Vánky 1997
    - rząd Entorrhizales R. Bauer & Oberw. 1997
      - rodzina Entorrhizaceae R. Bauer & Oberw. 1997
        - rodzaj Entorrhiza C.A. Weber 1884[2].

Klasa Entorrhizomycetes w zaktualizowanej klasyfikacji należy do typu podstawczaki (Basidiomycota).